# Apodacra cyprica
Apodacra cyprica är en tvåvingeart som beskrevs av Camillo Rondani 1859. Apodacra cyprica ingår i släktet Apodacra och familjen köttflugor.
Artens utbredningsområde är Cypern. Inga underarter finns listade i Catalogue of Life.